# Травницкий, Вениамин Николаевич
Вениамин Николаевич Травницкий (18 октября 1919 года, с. Ризоватово Горьковской области — 18.4.1987, г. Белебей Башкирской АССР) — советский нефтяник. Глава НГДУ «Аксаковнефть» в 1964 −1979 гг. (предшественник — Межлумов, Оник Арсеньевич, преемник — П. А. Сафронов).
Организатор разработки ряда нефтяных месторождений (Белебеевское, Дёмское, Раевское, Сатаевское, Шкаповское) (энциклопедия «Башкортостан»)

## Биография
Окончил Московский нефтяной институт (1943) по специальности «инженер-механик по нефтепромысловому оборудованию».
В 1943—1951 гг. — инженер, старший инженер, начальник отдела треста «Ишимбайнефть»; в 1951—1955 гг. — директор Каргалинского нефтепромысла, начальник отдела ПО «Башнефть»; в 1955—1979 гг. — главный инженер, начальник НГДУ «Аксаковнефть».
Занимался внедрением новой техники и технологий в добыче нефти, обустройством и введением в разработку 10 нефтяных месторождений. Под его руководством на нефтяных месторождениях осуществлен перевод на групповой метод герметизированного сбора нефти и газа. Испытывал и внедрял в эксплуатацию системы телемеханики ЧТ-БЭН, ЧТ 2К и ТМ-600М. Разработал и внедрил в производство аппарат для разрушения нефтяной эмульсии. Имел 12 авторских свидетельств на изобретения.

## Награды
- Заслуженный нефтяник Башкирской АССР, почётный нефтяник СССР (1972).
- Орден Октябрьской Революции (1974).
- Орден Трудового Красного Знамени (1966).
- Орден «Знак Почёта» (1959, 1971).

## Память
В г. Белебей есть ул. В. Н. Травницкого.